# Open Verão 2013 Anchieta de Futevôlei
Open Verão 2013 Anchieta de Futevôlei foi um torneio de futevôlei realizado nos dias 19 e 20 de janeiro e disputada numa arena montada na Praia Central do município de Anchieta, sul do Estado do Espírito Santo.

## Premiação
Além da taça, as duplas vencedoras receberam prêmios em dinheiros. A dupla campeã faturou R$ 2 mil; a vice R$ 1,5 mil; a terceira colocada R$ 1 mil; e a quarta colocada R$ 500.

## Resultado Final
| Pos.   | Dupla                     |
| ------ | ------------------------- |
| Ouro   | Gaetano e David           |
| Prata  | Léo Tubarão e Danoninho   |
| Bronze | Vitinho e Claudinho       |
| 4      | Rodrigo Lacraia e Helinho |
| 5      | Orlando e Café            |
| 6      | Luiz Diego e Vinícius     |
| 7      | LP e Diego                |
| 8      | Marreco e Tininho         |
| 9      | Fucão e Bello             |
| 10     | Juliano e Baton           |
| 11     | Rubnei e Madureira        |
| 12     | Paulo Victor e Ramon      |

Fonte: VivendoEsportes